# ささやく夜
| 専門評論家によるレビュー | 専門評論家によるレビュー |
| レビュー・スコア         | レビュー・スコア         |
| 出典                     | 評価                     |
| ------------------------ | ------------------------ |
| オールミュージック       | [ 1 ]                    |

『ささやく夜』（原題：Restless Nights）は、シンガーソングライターのカーラ・ボノフによるセカンド・アルバム。このアルバムは、ビルボード・アルバムチャートで31位に達した。

## 評価
オールミュージックのウィリアム・ルールマンは一曲目の「涙に染めて」を「（リンダ・ロンシュタットがレコーディングして証明したように）宝石」と振り返ったが、このアルバムには「ボノフをスターの友人達のレベルにランクアップするために必要な飛躍を表していない」と結論付けた。
『ローリング・ストーン』誌のドン・シェウェイはボノフの仕事を「ずんぐりしていて、安っぽい」として退けた。「涙に染めて」と「ベイビー・ドント・ゴー」は「速くて、楽しくて、使い捨てです。つまり、ポップシングルが必要なものすべてです。『ささやく夜』の残りは耐え難いスラッジです」としている。 

## 収録曲
特記あるものを除き全曲カーラ・ボノフによる 
| #  | タイトル                                                             | 作詞 | 作曲・編曲 | 時間 |
| -- | -------------------------------------------------------------------- | ---- | ---------- | ---- |
| 1. | 「涙に染めて - "Trouble Again"」(ボノフ、ケニー・エドワーズ)         |      |            | 3:37 |
| 2. | 「ささやく夜 - "Restless Nights"」                                   |      |            | 5:18 |
| 3. | 「手紙 - "The Letter"」                                              |      |            | 2:47 |
| 4. | 「眩しいひと - "When You Walk in the Room"」(ジャッキー・デシャノン) |      |            | 3:00 |
| 5. | 「ただひとり思い - "Only a Fool"」                                   |      |            | 6:07 |
| 6. | 「ベイビー・ドント・ゴー - "Baby Don't Go"」(ボノフ、エドワーズ)     |      |            | 3:19 |
| 7. | 「静かに燃えて - "Never Stop Her Heart"」                            |      |            | 4:49 |
| 8. | 「ラヴィング・ユー - "Loving You"」                                  |      |            | 3:26 |
| 9. | 「哀しみの水辺 - "The Water Is Wide"」(トラディショナル)             |      |            | 4:56 |

## パーソネル
- エド・ブラック – エレキギター
- カーラ・ボノフ – リードボーカル、アコースティックギター、ピアノ、バックグラウンド・ボーカル
- ジャッキー・デシャノン – バック・ボーカル
- ダン・ダグモア – エレクトリックギター
- ケニー・エドワーズ – ベース、バックグラウンド・ボーカル
- スティーヴ・フォーマン – パーカッション
- アンドリュー・ゴールド – エレクトリックギター、エレクトリックピアノ、パーカッション、バックグラウンド・ボーカル
- ドン・グロニック – ピアノ、 エレクトリックピアノ
- ドン・ヘンリー – バックグラウンド・ボーカル
- ガース・ハドソン – アコーディオン
- ダニー・コーチマー – エレクトリックギター
- ラス・カンケル – ドラムス
- デヴィッド・リンドレー – アコースティックギター
- リック・マロッタ – ドラムス
- J.D.サウザー – バックグラウンド・ボーカル
- ジェームス・テイラー – アコースティックギター、バックグラウンド・ボーカル
- ワディ・ワクテル – エレクトリックギター
- ウェンディ・ウォルドマン – バックグラウンド・ボーカル